# Gulf Shores
Gulf Shores è un comune degli Stati Uniti d'America situato nella contea di Baldwin dello Stato dell'Alabama.

## Città e paesi vicini
| - Bon Secour - Daphne - Foley - Orange Beach - Elberta - Summerdale | - Silverhill - Robertsdale - Point Clear - Fairhope - Mobile - Pensacola (Florida) |

## Geografia fisica
Gulf Shores è situata a 30°16'4.069" N, 87°42'5.285" O. L'U.S. Census Bureau certifica che la città occupa un'area totale di 59,60 km², di cui 47,60 km² su terraferma e i rimanenti 12,00 km² di acque interne.

## Società

### Evoluzione demografica
Al censimento del 2000, risultano 5.044 abitanti, 2.344 nuclei familiari e 1.544 famiglie residenti in città. La densità della popolazione è di 105,97 ab./km². Ci sono 6.810 alloggi con una densità di 143,00/km². La composizione etnica della città è 97,54% bianchi, 0,22% neri o afroamericani, 0,44% nativi americani, 0,30% asiatici, 0,04% isolani del Pacifico, 0,40% di altre razze, e 1,07% meticci. L'1,23% della popolazione è ispanica.
Dei 2.344 nuclei familiari, il 20,70% ha figli di età inferiore ai 18 anni che vivono in casa, il 56,20% sono coppie sposate che vivono assieme, il 7,00% è composto da donne con marito assente, e il 34,10% sono non-famiglie. Il 26,70% di tutti i nuclei familiari è composto da singoli e il 10,00% da singoli con più di 65 anni di età. La dimensione media di un nucleo familiare è di 2,15 mentre la dimensione media di una famiglia è di 2,56.
La suddivisione della popolazione per fasce d'età è la seguente: 16,40% sotto i 18 anni, 6,70% dai 18 ai 24, 24,80% dai 25 ai 44, 29,00% dai 45 ai 64, e 23,10% oltre i 65 anni. L'età media è 46 anni. Per ogni 100 donne ci sono 97,30 uomini. Per ogni 100 donne sopra i 18 anni ci sono 95,50 uomini.
Il reddito medio di un nucleo familiare è di 41.826$, mentre per le famiglie è di 51.862$. Gli uomini hanno un reddito medio di 40.259$ contro i 22.467$ delle donne. Il reddito pro capite della città è di 24.356$. Il 9,90% della popolazione e il 6,80% delle famiglie è sotto la soglia di povertà. Sul totale della popolazione, il 6,40% dei minori di 18 anni e il 6,50% di chi ha più di 65 anni vive sotto la soglia di povertà.